# Materials Transactions
Materials Transactions（略称: Mater. Trans.）は、The Japan Institute of Metals（JIM、日本金属学会）によって刊行されている学術雑誌のひとつ。日本国内の金属・材料系学会の共同刊行雑誌で、査読された記事のみ掲載される。

## 概要
雑誌の主要項目は、オリジナルの学術論文の発表およびレビュー記事であり、学術会議の特集号として刊行される場合もある。
1960年に日本で創刊され、創刊当時は毎月刊行でなかったが、現在は毎月刊行されている。生物学・医学系に比べて少ない研究者・論文数という逆境を克服するため、2001年に共同刊行が開始され、現在は日本国内で最大の金属・材料系の学術雑誌となった。投稿は会員・非会員に関係なく、全世界から受け付けている。2005年度のインパクトファクターは1.103。
主要な読者は金属・材料系研究者である。JIMからは、姉妹誌として他に数誌が発行されている。

## インパクトファクターの推移
- 1993年 0.737
- 1994年 0.752
- 1996年 0.880
- 1997年 0.840
- 1998年 0.758
- 1999年 1.069
- 2000年 0.923
- 2001年 1.056
- 2002年 1.231(0.841)
- 2003年 1.159
- 2004年 1.120
- 2005年 1.103
- 2006年 0.927
- 2020年 1.389

## 共同刊行学会
- （社）日本金属学会
- （社）軽金属学会
- （社）資源・素材学会
- （社）日本塑性加工学会
- （社）日本鋳造工学会
- （社）日本熱処理技術協会
- （社）日本非破壊検査協会
- 銅及び銅合金技術研究会
- ナノ学会
- 日本熱電学会
- 日本溶射協会